# Latak Ayah
Latak Ayah is een bestuurslaag in het regentschap Simeulue van de provincie Atjeh, Indonesië. Latak Ayah telt 330 inwoners (volkstelling 2010).